# Outerspace
Outerspace ist ein 1997 gegründetes Hip-Hop Duo aus Philadelphia.

## Geschichte
Planetary und Crypt the Warchild kennen sich seit ihrer Kindheit und begannen mit 13 (Planetary) und 11 (Crypt) sich mit Texteschreiben und Rappen zu befassen. Ende der 90er Jahre hatten die beiden monatliche Events und Untergrundauftritte mit Jedi Mind Tricks MC Vinnie Paz. 1997 veröffentlichten sie die Vinyl-EP Illegalienz. 1998 wurde mit Unterstützung von MC Paz die erste Single mit dem Titel We Lyve auf Vinyl und Kassette veröffentlicht.
Ab 2000 hatte das Duo Gastbeiträge auf den Jedi Mind Tricks-Alben und ist Teil der Formation Army of the Pharaohs. 2002 wurde eine weitere Single mit dem Titel 151°/Divine Evil veröffentlicht.  Im Juli 2004 erschien über Babygrande Records ihr Debütalbum Blood and Ashes, mit Gastbeiträgen von Sadat X, 7L & Esoteric, sowie Immortal Technique, bei dem der Einfluss von Jedi Mind Tricks erkennbar ist. Im gleichen Jahr erschien ebenfalls eine Kompilation unter dem Titel Jedi Mind Tricks Presents: Outerspace, sowie die Single Top Shelf / Fire And Ice.
2006 erschien das zweite Album Blood Brothers, auf dem ihr Mentor Vinnie Paz mit zwei Features vertreten ist, sowie eine von Outerspace selbstvertriebe Kompilation mit dem Titel Shut Off Notice. Mit Street Massacre erschien im September des Jahres noch eine Single. Zwei Jahre später, 2008, veröffentlichten sie ihr drittes Album God’s Fury, auf dem Vinnie Paz ebenfalls ein Feature hat. In dem im Dezember 2010 erschienenen Album Kraftwerk des deutschen Produzententeams Snowgoons waren Outerspace ebenfalls mit einem Feature vertreten. Das 2011 erschienene vierte Album My Brother’s Keeper erschien nicht über Babygrande Records, sondern über Vinnie Paz’ eigenes Label „Enemy Soil“.

## Diskografie

### Alben
- 2004: Blood and Ashes
- 2006: Blood Brothers
- 2008: God’s Fury
- 2011: My Brother’s Keeper

### Kompilations
- 2004: Jedi Mind Tricks Presents: Outerspace

### Singles
- 2004: Conspiracy Theory
- 2004: Third Rock
- 2004: Fire In The Sky
- 2004: Top Shelf ft. Sadat X
- 2004: Fire & Ice
- 2004: Chapter of Thunder
- 2006: Street Massacre ft. Royce Da 5'9
- 2006: The Boiling Point
- 2008: What The Future Holds
- 2008: Gods and Generals 2